# باراسايت إيف (لعبة فيديو)
باراسايت إيف (بالإنجليزية:Parasite Eve) (باليابانية:パラサイト・イヴ)، هي لعبة فيديو تصنف من نوع رعب بقاء بنكهة الأربيجي، أنتجت من قبل شركة سكوير سوفت (حاليآ تحت مسمى سكوير إنيكس)، كتب قصة اللعبة من قبل هيداكي سينا، تدور أحداث القصة على مدى خمسة أيام في مدينة نيويورك في عام 1997. الحادثة تبدأ في 24 ديسمبر وتنتهي في 29 ديسمبر ومحور القصة يدور حول ظاهرة أنتشار الوحوش المتحولة في مدينة نيويورك تحت سيطرة خلايا الـ ميتوكندريون , براسايت إيف في الأصل تعتبر رواية للكاتب هيداياكي سانا، صدرت الرواية في عام 1996م و تم تصويرها كفلم في عام 1997م، كما صدرت كامنجا في الأعوام 1998 - 1999 م، وتم إخراجاها كلعبة على البلاستيشن في عام 1998 وتتضمن تتمات مختلفة .

## نبذة عن شخصية اللعبة
ولدت آيا في بوسطن بولاية ماساتشوستس في 20 نوفمبر 1972. فهي من العرق المختلط ؛ والدها صحفي مجهول الهوية، يعتبر والدها قوقازي في حين أن والدتها التي كانت تعرف باسم ماريكو يابانية. هذا يعطيها مظهرا فريدا لأنها تضم الكثير من ملامح الوجه الآسيوية، مثل ملامح وجهها وعينيها، في حين تملك عينين زرقاوين وشعر أشقر . ولدة آية مصابة بعيب في العين. كان لديها شقيقة تدعى مايا، التي توفيت مع والدتها في حادث سيارة في ديسمبر 1978.
بعد وفاة مايا، تم حفظها بواسطة الأجهزة، مما سمح بنقل إحدى قرنيتها إلى أختها آيا، في الوقت نفسه من العام 1979 ، تم زرع كلى واحدة من مايا في فتاة شابة تدعى ميليسا بيرس، ومايا بريا بسبب الميتوكوندريا تطورت آيا بشدة وبدأ تغيير هيكلية آيا وميليسا الوراثية.
درست آية علم الجريمة في جامعة فرجينيا، وشاركت في برنامج تدريب ضباط الاحتياط، ولكن لم يذكر أي سجل للخدمة العسكرية داخل اللعبة. أصبحت في وقت لاحق مع المباحث في منطقة NYPD 17. في غضون 6 أشهر الأولى من العمل في المخفر، أصبحت آية من المشاركين في حادثة معروفة باسم حادثة حصار نيويورك لعامة الناس. كضابط، أصبحت جزءا من الفريق وكانت العلاقة كـ "والد وابنته" حيث انها كانت في شراكة مع دانيال" ، وهو الشرطي المخضرم، الذي يمكن اعتباره يفرط في حمايتها في أسوأ الأحوال.

## وصلات خارجية
- Parasite Eve official website
- باراسايت إيف على موقع IMDb (الإنجليزية)
- Parasite Eve at آي جي إن